# تاک‌تپه
تاک تپه مربوط به سده‌های اولیه و میانه دوران‌های تاریخی پس از اسلام است و در در میان تاکستانهای شمال شرق کبودرآهنگ واقع شده و این اثر در تاریخ ۳۰ بهمن ۱۳۸۶ با شمارهٔ ثبت ۲۱۲۰۳ به‌عنوان یکی از آثار ملی ایران به ثبت رسیده است.